# Henri-Joseph d’Aubeterre
Henri-Joseph Bouchard d’Esparbès de Lussan, markiz d’Aubeterre (ur. 24 stycznia 1714, zm. 28 sierpnia 1788) – francuski wojskowy i dyplomata.
W okresie od września 1753 do początku 1757 był francuskim ambasadorem w Austrii (plenipotentem). W latach 1757–1758 ambasador Francji w Madrycie (mianowany 9 sierpnia 1756).
Od 13 czerwca 1783 roku Marszałek Francji.